# Ludwig Finscher
Ludwig Finscher, né le 14 mars 1930 à Cassel (province de Hesse-Nassau) et mort le 30 juin 2020 à Wolfenbüttel (Basse-Saxe), est un musicologue allemand.

## Biographie
Ludwig Finscher étudie de 1949 à 1954 la musicologie, l'anglais et la germanistique à l'université de Göttingen. Il est titulaire d'un doctorat avec une thèse dont le titre est, Les messes et motets de Loyset Compère (1954). De 1955 à 1960, il est critique indépendant et en 1960, l'assistant du musicologue Walter Wiora, d'abord à l'université de Kiel et dès 1965, à l'université de Sarrebruck.
En 1967, à Sarrebruck, il reçoit son habilitation avec Das klassische Streichquartett und seine Grundlegung durch Joseph Haydn [« Le Quatuor à cordes classique et sa fondation par Joseph Haydn »], ouvrage publié en 1974. De 1968 à 1981, il occupe une chaire de musicologie à l'université de Francfort-sur-le-Main, de 1981 jusqu'à sa retraite en 1995, il occupe la même position à l'université de Heidelberg. De 1974 à 1977, il est président de la Société de musicologie et de 1977 à 1981, président de la Société internationale de musicologie.
Ludwig Finscher vit à Wolfenbüttel en Basse-Saxe.

### Travaux de recherche
Parmi les travaux les plus importants de Ludwig Finscher figure son travail d'éditeur des 28 volumes de la nouvelle édition du dictionnaire, Die Musik in Geschichte und Gegenwart (MGG). Il est lui-même l'auteur d'environ 40 articles.
Comme musicologue, il laisse de nombreux ouvrages de référence, notamment ses études sur le Quatuor à cordes, la musique de chambre et Joseph Haydn, de même que deux volumes sur la Musique des 15e et 16e siècles.
Ludwig Finscher a contribué à l'édition des œuvres complètes de Gluck (chez Bärenreiter) et de Mozart, ainsi qu'a l'édition des œuvres de Paul Hindemith. Il est également coéditeur de la Capellae Apostolique Sixtinaeque Collectanea Acta Monumenta.
Il a publié plus de 130 essais dans les ouvrages collectifs et des revues spécialisées.

## Prix et distinctions
- depuis 1995 — Porteur de l'ordre pour le Mérite
- 2002 — remise du titre de docteur honoris causa de la faculté des lettres de l'université nationale et capodistrienne d'Athènes.
- depuis 2002 — membre d'honneur de la revue grecque « Mousikologia » (éd. Olympia Psychopedis - Frangou, dir. de Historische & Systematische Musikwissenschaft [« Historique et musicologie systématique »] du département des études de musique à l'Université d'Athènes).
- 2003 — remise du titre de docteur honoris causa de l'université de Zurich
- 2006 — Prix Balzan pour l'Histoire de la musique occidentale depuis 1600, avec 1 million de francs suisses – remis le 24 novembre 2006 par le président de la République italienne, Giorgio Napolitano, à Rome.
- 2009 — attribution du titre de docteur honoris causa de la faculté des lettres de l'université de la Sarre
- Grand officier de l'ordre du Mérite de la République fédérale d'Allemagne

## Œuvres

### Ouvrages
- Die Messen und Motetten Loyset Compères (1954)
- Studien zur Geschichte des Streichquartetts. T.1: Die Entstehung des klassischen Streichquartetts von den Vorformen zur Grundlegung durch Joseph Haydn, Cassel, 1974 (Saarbrücker Studien zur Musikwissenschaft, vol. 3).  (ISBN 9783761804193)
- Die Musik des 15. und 16. Jahrhunderts, éd. L. Finscher, C. Dahlhaus, H. Danuser, H.-J. Hinrichsen. 2 vol. Laaber : Laaber-Verlag, 1989—1990. 668 p. (Neues Handbuch der Musikwissenschaft, 3).
- Streicherkammermusik, Bärenreiter, 176 p.  (ISBN 9783761816240)
- Symphonie, Bärenreiter, 214 p.  (ISBN 9783761816202)

### Articles
- « Zum Begriff der Klassik in der Musik », dans Deutsches Jahrbuch der Musikwissenschaft XI (1966), p. 9–34.
- « Zum Parodieproblem bei Bach » Bach-Interpretationen, hrsg. v. M. Geck. Göttingen, 1969, p. 94–105.
- « Gesualdos "Atonalität" und das Problem des musikalischen Manierismus », dans Archiv für Muskwissenschaft 29 (1972), p. 1–16.
- « Zwischen absoluter und Programmusik: zur interpretation der deutschen romantischen Symphonie », dans Über Symphonien. Beiträge zu einer musikalischen Gattung: Walter Wiora zum 70. Geburtstag, éd. v. C.-H. Mahling. Tutzing, 1979, p. 103–115.
- « Die Entstehung nationaler Stile in der europäischen Musikgeschichte », dans Forum musicologicum IV (1984), p. 33–56.
- « Zur Bedeutung der Kammermusik in Hindemiths Frühwerk », dans Hindemith-Jahrbuch 1988, p. 9–25.
- « ...Hier und da – können auch Kenner allein Satisfaction erhalten...: zur Entstehung von Mozarts klassischem Stil », dans Jahrbuch der Akademie der Wissenschaften in Göttingen (1991), p. 56–73.
- « Die Entstehung des Komponisten: zum Problem Komponistenindividualität und Individualstil in der Musik des 14. Jahrhunderts », dans International Review of the Aesthetics and Sociology of Music 25 (1994), p. 149–164.